# Porto San Giorgio
Porto San Giorgio település Olaszországban, Marche régióban, Fermo megyében. Lakosainak száma 15 618 fő (2023. január 1.). Porto San Giorgio Fermo községgel határos.

## Népesség
A település lakossága az elmúlt években az alábbi módon változott:
| Lakosok száma | 16 066 | 16 068 | 15 618 |
|               | 2017   | 2018   | 2023   |